# Dacus yemenensis
Dacus yemenensis är en tvåvingeart som beskrevs av White 2006. Dacus yemenensis ingår i släktet Dacus och familjen borrflugor. Inga underarter finns listade i Catalogue of Life.